# Perístasi (Piérie)
Perístasi, en grec moderne : Περίσταση, est un village du dème de Kateríni, de Macédoine-Centrale en Grèce. Il est situé à 3 km du centre de Kateríni.
Selon le recensement de 2011, la population du village s'élève à 2 545 habitants.